# Resolución 98 del Consejo de Seguridad de las Naciones Unidas
La Resolución 98 del Consejo de Seguridad de las Naciones Unidas fue adoptada el 23 de diciembre de 1952. Ésta instó a los gobiernos de India y Pakistán a entablar negociaciones inmediatas bajo los auspicios del Representante de las Naciones Unidas para India y Pakistán a fin de llegar a un acuerdo sobre el número específico de tropas que permanecerían de cada lado de la línea de alto el fuego al final del período de desmilitarización previamente establecido. Según lo propuesto por el representante de la ONU, este número debía estar entre 6000 fuerzas Azad y 3500 fuerzas Gilgit  en el lado paquistaní, y 18000 fuerzas indias y 6000 fuerzas estatales locales en el lado indio. La resolución agradeció al Representante de la ONU por sus esfuerzos, solicitó a los Gobiernos de India y Pakistán que informaran al Consejo a más tardar 30 días después de la adopción de esta resolución y pidió al Representante de la ONU que mantuviera informado al Consejo de cualquier progreso.
La resolución fue adoptada por nueve votos contra ninguno. La Unión Soviética se abstuvo y Pakistán no participó en la votación.